# هیولای کنگ فوکار
هیولای کونگ فوکار (به چینی: 武林怪兽) یک فیلم فانتزی و ووشیا هنگ کنگی-چینی محصول سال ۲۰۱۸ به کارگردانی اندرو لاو با بازی لوئیس کو، چن شوئه‌دونگ، بائو بی‌یر و ژو دونگیو است. تولید این فیلم در ۱۳ آوریل ۲۰۱۷ آغاز شد. و در ۸ ژوئن همان سال در پکن به پایان رسید، و در دسامبر ۲۰۱۸ اکران شد.

## داستان
در طول سلطنت امپراتور وان‌لی (حکومت ۱۵۷۲ تا ۱۶۲۰) در دودمان مینگ، کرین سان، ناظر ظالم انبار شرقی، دستور گرفت تا هیولاهایی را که از کاخ سلطنتی فرار کرده بودند، دستگیر کند و …